# Goodbye holiday
Goodbye holiday（グッバイホリデー）は、日本のロックバンド。活動期間は2008年 - 2018年。2015年にavex traxよりメジャーデビュー。

## メンバー
- 児玉一真- [4]Vocal & Guitar
- 福山匠- Bass
- 山崎晃平- Drums
- 大森皓- Guitar　犬を飼っている。好きなアーティストはジョン・メイヤー。[5]

## 経歴

### 2008年
児玉が同大学の福山と高校時代の後輩の山崎（当時高校三年）と前ギターを誘い結成。オリジナル曲を制作しながら学内やライブハウスで活動。10曲入り自主制作アルバムの販売も行う。

### 2009年
広島サンモールが開催するインディーズバンドコンテストで準グランプリ。

### 2010年
同コンテストでグランプリ。

### 2011年
4月 - 上京し、ギターの大森が加入。現体制のGoodbye holidayで活動開始。

### 2012年
No Big Deal Records（現事務所）に所属。

### 2013年
1月 - 1st mini album「ソラリス」をリリース。
11月 - 2nd mini album「はじまりの唄」リリース。

### 2014年
8月 - 3rd mini album「FLAG」をリリース。

### 2015年
4月 - メジャーデビュー発表。
7月 - 寺岡呼人プロデュース「革命アカツキ」でメジャーデビュー。
10月 - 2nd SG「溢れるもの／リベレーター」をリリース。
10月〜11月 - 初の全国ワンマンツアー「スプートニク26号」を開催。

### 2016年
2月 - メジャー1st Full ALBUM「with YOU」をリリース。
3月～4月 - with YOU tour〜みんなひっつきもっつきじゃ〜を開催。
7月 - 3rd SG「奇跡の星／弱虫けむし」をリリース。
12月 - メジャー1st mini AL「KNOCK」をリリース。年末12/31にはCOUNTDOWN JAPAN に初出演。

### 2017年
3月〜4月 - KNOCK!!KNOCK!!KNOCK!!〜はよ上がりんさい〜を開催。
3月 - 4thシングル「サイエンスティック・ラブ」をリリース。同時にライブDVDも発売。
福原遥主演の映画女々演の主題歌に決定。
7月 - 2nd Full ALBUM 「 A LA QUARTET 」を発売。
9月〜10月 - A.L.Qワンマンツアー～ウイ！ムッシュ et マドモアゼル～ を開催予定。
10月 - アニメ「遊☆戯☆王」のエンディングテーマに2ndミニアルバム「ドッペルゲンガー」より「writing life」が選ばれる。同時に2ndミニアルバム「ドッペルゲンガー」の発売が決定。

### 2018年
4月〜5月 - ドッペルゲンガー ワンマンTOUR～命の遠征記～ を開催予定。
4月17日- 5月13日の広島公演をもって解散することが発表された。
5月13日 - ドッペルゲンガー ワンマンTOUR～命の遠征記～　広島4.14での公演終了を以て解散。

## ディスコグラフィー

### シングル
| 枚  | 発売日         | タイトル                 | レーベル  |
| --- | -------------- | ------------------------ | --------- |
| 1st | 2015年7月8日   | 革命アカツキ             | avex trax |
| 2nd | 2015年10月28日 | 溢れるもの／リベレーター | avex trax |
| 3rd | 2016年7月6日   | 奇跡の星／弱虫けむし     | avex trax |
| 4th | 2017年3月22日  | サイエンスティック・ラブ | avex trax |

### アルバム
| 発売日        | タイトル     | レーベル  |
| ------------- | ------------ | --------- |
| 2016年2月10日 | with YOU     | avex trax |
| 2017年7月19日 | A LA QUARTET | avex trax |

### ミニアルバム
| 枚        | 発売日         | タイトル         | レーベル            |
| --------- | -------------- | ---------------- | ------------------- |
| 1st       | 2013年1月23日  | ソラリス         | No Big Deal Records |
| 2nd       | 2013年10月16日 | はじまりの唄     | No Big Deal Records |
| 3rd       | 2014年8月13日  | FLAG             | No Big Deal Records |
| major 1st | 2016年12月07日 | KNOCK            | avex trax           |
| major 2nd | 2018年1月24日  | ドッペルゲンガー | avex trax           |

## タイアップ
| 楽曲             | 収録CD                   | タイアップ                                                                                                  | 時期             |
| ---------------- | ------------------------ | --- | ---------------- |
| 等価な世界       | ソラリス                 | テレビ東京系「フカボリン」エンディングテーマ曲                                                              | 2013年1月～3月   |
| deco             | ソラリス                 | テレビ東京系「オードリーの神アプリ@新世紀-UP DATE-」テーマソング                                            | 2013年4月～6月   |
| 革命アカツキ     | 革命アカツキ             | TBS系CDTVエンディングテーマ                                                                                 | 2015年6月        |
| サイダー         | 革命アカツキ             | 2015 MISS TEEN JAPAN presented by Samantha Thavasaテーマソング                                              | 2015年           |
| 世界が終わる朝は | 革命アカツキ             | ドコモ東海CMソング                                                                                          | 2015年           |
| リベレーター     | 溢れるもの／リベレーター | フジテレビ系土曜プレミアム「ONE PIECE エピソードオブサボ 〜3兄弟の絆 奇跡の再会と受け継がれる意志〜」主題歌 | 2015年8月        |
| 溢れるもの       | 溢れるもの／リベレーター | 日本テレビ系土曜ドラマ「掟上今日子の備忘録」オープニングテーマ                                              | 2015年10月～12月 |
| 奇跡の星         | 奇跡の星／弱虫けむし     | テレビ東京系金曜ドラマ「ドクター調査班〜医療事故の闇を暴け〜」主題歌                                        | 2016年4月～6月   |
| 弱虫けむし       | 奇跡の星／弱虫けむし     | NHKみんなのうた6月・7月度放送曲                                                                             | 2016年6月～7月   |
| ANSWER           | A LA QUARTET             | あなぶきグループCMソング                                                                                    | 2017年6月～      |
| Writing Life     | ドッペルゲンガー         | テレビ東京系アニメ『遊☆戯☆王VRAINS』2代目エンディングテーマ                                                 | 2017年11月～4月  |
| きらり           | ドッペルゲンガー         | KATSU-do フジテレビジョン 吉本興業 映画『女々演』主題歌                                                     | 2018年3月        |